# Pelts (telefilme)
"Pelts" é o sexto episódio da segunda temporada de Masters of Horror, exibido pela primeira vez a 1 de dezembro de 2006. Realizado por Dario Argento, o telefilme é baseado num conto de F. Paul Wilson. Meat Loaf integra o elenco principal.

## Sinopse
Com o objectivo de criar o melhor casaco de peles alguma vez visto, Jake Feldman, um ganancioso homem de negócios, obtém, ilegalmente, as peles de vários guaxinis que vagueiam por uma antiga cidade abandonada. Peles que ainda contêm os espíritos que nela residiam. E nada de bom poderá advir do contacto com a maldição que elas trazem.

## Temas
A história pode ser vista como uma sátira sombria à indústria de peles; os meios usados para matar as vítimas são todos baseados no que os peleteiros fazem com os guaxinins. Isto é incomum para um filme de Dario Argento, já que ele normalmente evita conotações políticas em seus filmes.

## Links externos
- "Pelts (telefilme)" (em inglês) no IMDb